# Gumaga griseola
Gumaga griseola är en nattsländeart som först beskrevs av Mclachlan 1871.  Gumaga griseola ingår i släktet Gumaga och familjen krumrörsnattsländor. Inga underarter finns listade i Catalogue of Life.